# Hyperolius concolor
Hyperolius concolor là một loài ếch thuộc họ Hyperoliidae.
Loài này có ở Bénin, Cameroon, Bờ Biển Ngà, Ghana, Guinea, Liberia, Nigeria, Sierra Leone, và Togo.
Môi trường sống tự nhiên của chúng là rừng ẩm vùng đất thấp nhiệt đới hoặc cận nhiệt đới, xavan ẩm, đầm nước ngọt, đầm nước ngọt có nước theo mùa, đất canh tác, vườn nông thôn, rừng trước đây suy thoái nghiêm trọng, ao nuôi trồng thủy sản, và kênh đào và mương rãnh.